# Minjá

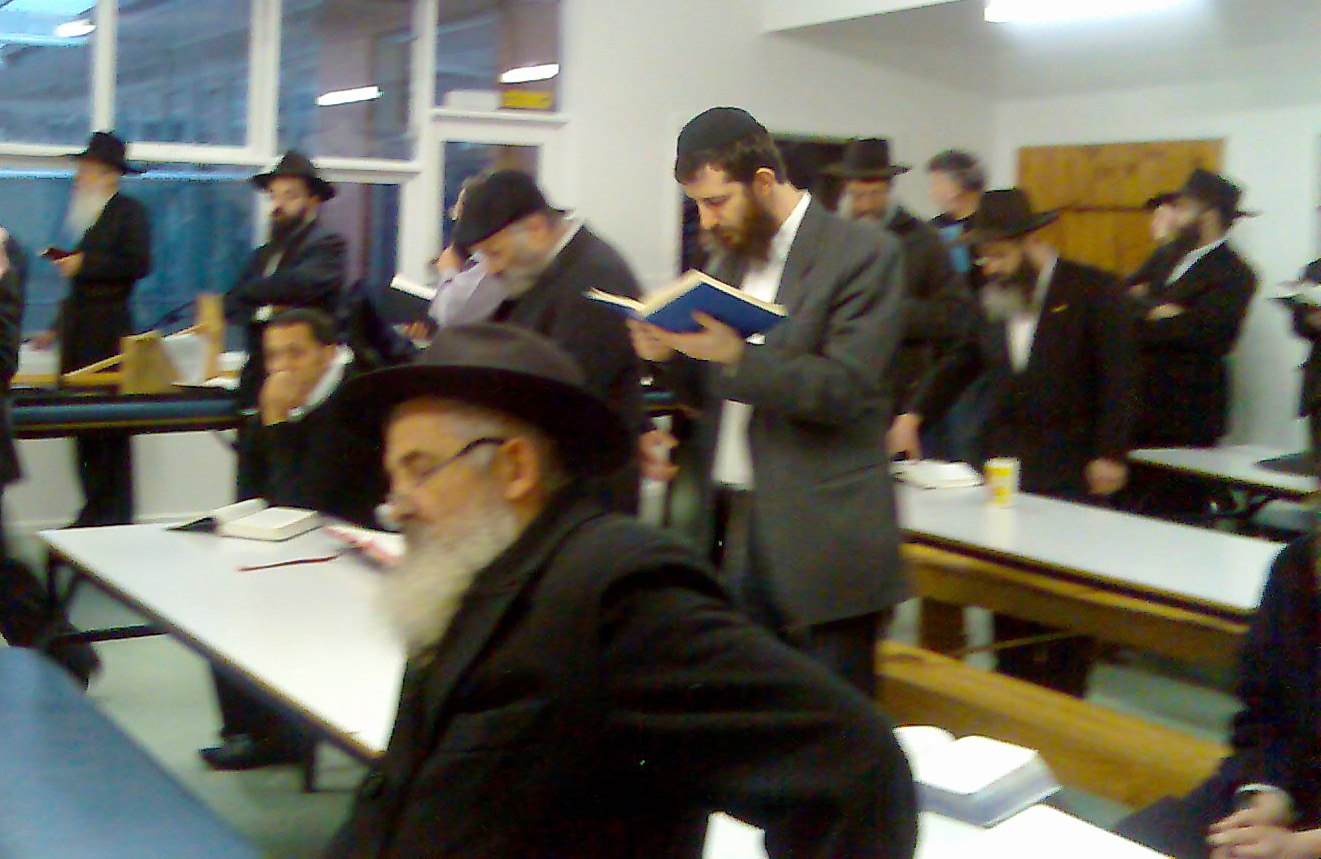
Servicio de oración de Minjá en una Yeshivá.

Minjá (en hebreo: תפילת מנחה) (transliterado: Tefilat Minjá) es el servicio de oración de la tarde que tiene lugar en el judaísmo rabínico. El nombre Minjá, proviene de la ofrenda de comida (Korbán) ofrecida con los sacrificios realizados en el Templo de Jerusalén (Beit HaMikdash).

## Origen
El sustantivo hebreo Minjá (מנחה) se usa 211 veces en el texto masorético de la Biblia hebrea (el Tanaj), siendo los primeros casos el sacrificio ofrecido por Caín y Abel en Génesis 4. El Talmud dice que la oración de Minjá empezó con Isaac. Este hecho fue descrito en Génesis 24:63 con las palabras: "Isaac salió a conversar en el campo". Aquí el verbo "conversar" (en hebreo: שוח) se refiere a hablar con Dios.

## Tiempo para la recitación
La oración de Minjá es diferente de las oraciones de Shajarit y Maariv, porque se recita diariamente al mediodía, excepto durante los días festivos. A diferencia de la oración de Shajarit, que se recita al amanecer, y la oración de Maariv, que se recita antes de ir a dormir, Minjá es la oración de la tarde, y debido a esto, muchos grupos de oración de Minjá se han formado en lugares donde hay muchos judíos.
La oración de Minjá se puede recitar media hora después del mediodía según la Halajá. Este primer tiempo se conoce como "Minjá Guedola" (la "Minjá grande"). Sin embargo, esta se recita preferiblemente después de "Minjá Ketana" (la "Minjá pequeña") (aproximadamente dos horas y media antes del anochecer). Idealmente, se deben completar las oraciones antes del atardecer, aunque muchas autoridades rabínicas permiten recitar la Minjá hasta el anochecer.
Está permitido recitar la oración de Minjá después de la puesta del sol. La Mishna Berura afirma que es preferible recitar la oración de Minjá sin un Minyán antes de la puesta del sol, que recitarla con un Minyán formado después de la puesta del sol.
Sin embargo, se puede repetir la oración de Maariv en Shabat. Hay que tener en cuenta que la oración de Minjá que se ha perdido, se puede recuperar mediante la segunda Amidá.

## Oraciones
La oración de Minjá realizada durante un día de la semana incluye las siguientes oraciones:
- Ashrei.
- Uvá LeTzión (solo en Shabat y en los días festivos).
- Lectura de la santa Torá (solo en Shabat y en los días de ayuno).
- Amidá.
- Tajanún (omitido en Shabat y en los días festivos).
- Tzidkatja Tzedek (solamente durante el Shabat).
- Aleinu.

## Judíos sefarditas e italianos
Los sefardíes y los judíos italianos comienzan las oraciones de Minjá con el Salmo 84 y con Korbanot (Números 28:1-8), y generalmente continúan con el Pitum HaKetoret. La sección de apertura se concluye con el versículo Malaquías 3:4.

## Judíos alemanes y polacos
Los asquenazíes, los judíos alemanes, y los judíos polacos, comienzan con un Ribon HaOlamim, luego un Ribon HaOlam, luego Korban HaTamid, y luego Ashrei. Desde Rosh Hashaná hasta Yom Kipur, y en los días de ayuno, excepto durante el Shabat y Tisha b'Av, se agrega Abinu Malkenu después de la oración de Amidá. En Yom Kipur, Uvá LeTzión (y Ashrei según los judíos asquenazíes) se omiten de la oración de Minjá, y esta comienza con la lectura de la santa Torá. Ashrei y Uvá LeTzión forman parte del servicio de Neilá.